# شاهکوت بانده‌جات
شاهکوت بانده‌جات (به انگلیسی: Shahkot Bandajaat) یک منطقهٔ مسکونی در پاکستان است که در خیبر پختونخوا واقع شده‌است.